# Anabel Medina Garrigues
Dit is een Spaanse naam; Medina is de vadernaam en Garrigues is de moedernaam.
Ana Isabel ('Anabel') Medina Garrigues (Valencia, 31 juli 1982) is een voormalig professioneel tennisspeelster uit Spanje. Medina Garrigues begon met tennissen toen zij twaalf jaar was, samen met haar familie. Zij werd professional in januari 1998. Haar favoriete ondergrond is hardcourt en haar favoriete slag is de backhand langs de lijn.

## Loopbaan
Medina Garrigues won elf WTA-toernooien in het enkelspel. Het toernooi in Palermo won zij zelfs vijfmaal. Daarnaast was zij zevenmaal verliezend finaliste in het enkelspel. Zij bereikte zowel op het Australian Open als Roland Garros de vierde ronde.
In het dubbelspel won zij 28 titels op de WTA-tour, waaronder de titel op het toernooi van Rosmalen in 2005 met de Russin Dinara Safina. In 2007 bereikte zij met landgenoot Tommy Robredo de finale van de Hopman Cup – zij verloren echter de finale van Rusland. In 2008 veroverde zij op de Olympische spelen de zilveren medaille in het dubbelspel, samen met landgenote Virginia Ruano Pascual. In 2013 bereikte zij nogmaals de finale van de Hopman Cup, nu met Fernando Verdasco aan haar zijde – zij zegevierden dat jaar over het team van Servië.

## Posities op deWTA-ranglijst
Positie per einde seizoen:
| jaar | rang enkelspel | rang dubbelspel |
| ---- | -------------- | --------------- |
| 1997 | –              | 857             |
| 1998 | 698            | 602             |
| 1999 | 313            | 318             |
| 2000 | 114            | 259             |
| 2001 | 65             | 42              |
| 2002 | 116            | 177             |
| 2003 | 71             | 165             |
| 2004 | 39             | 79              |
| 2005 | 34             | 20              |
| 2006 | 27             | 19              |
| 2007 | 35             | 25              |
| 2008 | 22             | 3               |
| 2009 | 28             | 11              |
| 2010 | 73             | 25              |
| 2011 | 27             | 30              |
| 2012 | 50             | 24              |
| 2013 | 97             | 30              |
| 2014 | 464            | 23              |
| 2015 | –              | 32              |
| 2016 | –              | 36              |

## Palmares
| Legenda                | Legenda                  |
| ---------------------- | ------------------------ |
| Grandslamtoernooi      |                          |
| Olympische Spelen      |                          |
| Year-End Championships |                          |
| tot 2009               | 2009 – 2020 / vanaf 2021 |
| Tier I                 | Premier Mandatory        |
| Tier II                | Premier Five / WTA 1000  |
| Tier III               | Premier / WTA 500        |
| Tier IV & V            | International / WTA 250  |
|                        | Challenger / WTA 125     |

### WTA-finaleplaatsen enkelspel
| nr.              | finale     | toernooi                | ondergrond | tegenstandster          | score         |         |
| ---------------- | ---------- | ----------------------- | ---------- | ----------------------- | ------------- | ------- |
| gewonnen finales |            |                         |            |                         |               |         |
| 1.               | 2001-07-09 | WTA Palermo             | gravel     | Cristina Torrens Valero | 6-4, 6-4      | details |
| 2.               | 2004-07-19 | WTA Palermo             | gravel     | Flavia Pennetta         | 6-4, 6-4      | details |
| 3.               | 2005-05-16 | WTA Straatsburg         | gravel     | Marta Domachowska       | 6-4, 6-3      | details |
| 4.               | 2005-07-18 | WTA Palermo             | gravel     | Klára Koukalová         | 6-4, 6-0      | details |
| 5.               | 2006-01-09 | WTA Canberra            | hardcourt  | Cho Yoon-jeong          | 6-4, 0-6, 6-4 | details |
| 6.               | 2006-07-18 | WTA Palermo             | gravel     | Tathiana Garbin         | 6-4, 6-4      | details |
| 7.               | 2007-05-21 | WTA Straatsburg         | gravel     | Amélie Mauresmo         | 6-4, 4-6, 6-4 | details |
| 8.               | 2008-05-24 | WTA Straatsburg         | gravel     | Katarina Srebotnik      | 4-6, 7-6, 6-0 | details |
| 9.               | 2009-05-02 | WTA Fez                 | gravel     | Jekaterina Makarova     | 6-1, 6-0      | details |
| 10.              | 2011-04-30 | WTA Estoril             | gravel     | Kristina Barrois        | 6-1, 6-2      | details |
| 11.              | 2011-07-17 | WTA Palermo             | gravel     | Polona Hercog           | 6-3, 6-2      | details |
| verloren finales |            |                         |            |                         |               |         |
| 1.               | 2002-01-12 | WTA Hobart              | hardcourt  | Martina Suchá           | 6-7, 1-6      | details |
| 2.               | 2003-02-17 | WTA Bogota              | gravel     | Fabiola Zuluaga         | 3-6, 2-6      | details |
| 3.               | 2006-09-25 | WTA Guangzhou           | hardcourt  | Anna Tsjakvetadze       | 4-6, 1-6      | details |
| 4.               | 2008-05-04 | WTA Fez                 | gravel     | Gisela Dulko            | 6-7, 6-7      | details |
| 5.               | 2008-07-27 | WTA Portorož            | gravel     | Sara Errani             | 3-6, 3-6      | details |
| 6.               | 2009-09-27 | WTA Seoel               | hardcourt  | Kimiko Date-Krumm       | 3-6, 3-6      | details |
| 7.               | 2011-11-06 | Tournament of Champions | hardcourt  | Ana Ivanović            | 3-6, 0-6      | details |

### WTA-finaleplaatsen dubbelspel
| nr.                                 | finale     | toernooi          | ondergrond    | partner                | tegenstandsters                            | score            |         |
| ----------------------------------- | ---------- | ----------------- | ------------- | ---------------------- | ------------------------------------------ | ---------------- | ------- |
| gewonnen finales vrouwendubbelspel  |            |                   |               |                        |                                            |                  |         |
| 1.                                  | 2001-03-03 | WTA Acapulco      | gravel        | MJ Martínez Sánchez    | Virginia Ruano Pascual Paola Suárez        | 6-4, 6-7, 7-5    | details |
| 2.                                  | 2001-04-08 | WTA Porto         | gravel        | MJ Martínez Sánchez    | Alexandra Fusai Rita Grande                | 6-1, 6-7, 7-5    | details |
| 3.                                  | 2001-05-06 | WTA Bol           | gravel        | MJ Martínez Sánchez    | Nadja Petrova Tina Pisnik                  | 7-5, 6-4         | details |
| 4.                                  | 2001-08-05 | WTA Bazel         | gravel        | MJ Martínez Sánchez    | Joannette Kruger Marta Marrero             | 7-6, 6-2         | details |
| 5.                                  | 2004-07-25 | WTA Palermo       | gravel        | Arantxa Sánchez        | Ľubomíra Kurhajcová Henrieta Nagyová       | 6-3, 7-6         | details |
| 6.                                  | 2005-06-18 | WTA Rosmalen      | gras          | Dinara Safina          | Iveta Benešová Nuria Llagostera Vives      | 6-4, 2-6, 7-6    | details |
| 7.                                  | 2005-09-25 | WTA Portorož      | hardcourt     | Roberta Vinci          | Jelena Kostanić Katarina Srebotnik         | 6-4, 5-7, 6-2    | details |
| 8.                                  | 2007-08-05 | WTA Stockholm     | hardcourt     | Virginia Ruano Pascual | Chan Chin-wei Tetiana Luzhanska            | 6-1, 5-7, [10-6] | details |
| 9.                                  | 2008-01-11 | WTA Hobart        | hardcourt     | Virginia Ruano Pascual | Eléni Daniilídou Jasmin Wöhr               | 6-2, 6-4         | details |
| 10.                                 | 2008-06-07 | Roland Garros     | gravel        | Virginia Ruano Pascual | Casey Dellacqua Francesca Schiavone        | 2-6, 7-5, 6-4    | details |
| 11.                                 | 2008-07-27 | WTA Portorož      | hardcourt     | Virginia Ruano Pascual | Vera Doesjevina Jekaterina Makarova        | 6-4, 6-1         | details |
| 12.                                 | 2008-09-28 | WTA Peking        | hardcourt     | Caroline Wozniacki     | Han Xinyun Xu Yifan                        | 6-1, 6-3         | details |
| 13.                                 | 2009-06-06 | Roland Garros     | gravel        | Virginia Ruano Pascual | Viktoryja Azarenka Jelena Vesnina          | 6-1, 6-1         | details |
| 14.                                 | 2010-05-01 | WTA Fez           | gravel        | Iveta Benešová         | Lucie Hradecká Renata Voráčová             | 6-3, 6-1         | details |
| 15.                                 | 2010-05-08 | WTA Estoril       | gravel        | Sorana Cîrstea         | Vitalia Djatsjenko Aurélie Védy            | 6-1, 7-5         | details |
| 16.                                 | 2010-07-25 | WTA Bad Gastein   | gravel        | Lucie Hradecká         | Timea Bacsinszky Tathiana Garbin           | 6-7, 6-1, [10-5] | details |
| 17.                                 | 2011-02-20 | WTA Bogota        | gravel        | Edina Gallovits-Hall   | Sharon Fichman Laura Pous Tió              | 2-6, 7-6, [11-9] | details |
| 18.                                 | 2011-07-10 | WTA Boedapest     | gravel        | Alicja Rosolska        | Natalie Grandin Vladimíra Uhlířová         | 6-2, 6-2         | details |
| 19.                                 | 2013-03-02 | WTA Florianópolis | hardcourt     | Jaroslava Sjvedova     | Anne Keothavong Valerija Savinych          | 6-0, 6-4         | details |
| 20.                                 | 2013-06-22 | WTA Rosmalen      | gras          | Irina-Camelia Begu     | Dominika Cibulková Arantxa Parra Santonja  | 4-6, 7-6, [11-9] | details |
| 21.                                 | 2013-07-21 | WTA Båstad        | gravel        | Klára Zakopalová       | Alexandra Dulgheru Flavia Pennetta         | 6-1, 6-4         | details |
| 22.                                 | 2014-03-01 | WTA Florianópolis | hardcourt     | Jaroslava Sjvedova     | Francesca Schiavone Sílvia Soler Espinosa  | 7-6, 2-6, [10-3] | details |
| 23.                                 | 2014-04-06 | WTA Charleston    | gravel        | Jaroslava Sjvedova     | Chan Hao-ching Chan Yung-jan               | 7-6, 6-2         | details |
| 24.                                 | 2015-02-15 | WTA Antwerpen     | hardcourt (i) | Arantxa Parra Santonja | An-Sophie Mestach Alison Van Uytvanck      | 6-4, 3-6, [10-5] | details |
| 25.                                 | 2015-05-23 | WTA Neurenberg    | gravel        | Chan Hao-ching         | Lara Arruabarrena Raluca Olaru             | 6-4, 7-6         | details |
| 26.                                 | 2016-02-27 | WTA Acapulco      | hardcourt     | Arantxa Parra Santonja | Kiki Bertens Johanna Larsson               | 6-0, 6-4         | details |
| 27.                                 | 2016-03-06 | WTA Monterrey     | hardcourt     | Arantxa Parra Santonja | Petra Martić Maria Sanchez                 | 4-6, 7-5, [10-7] | details |
| 28.                                 | 2016-05-21 | WTA Straatsburg   | gravel        | Arantxa Parra Santonja | María Irigoyen Liang Chen                  | 6-2, 6-0         | details |
| verloren finales vrouwendubbelspel  |            |                   |               |                        |                                            |                  |         |
| 1.                                  | 2001-07-15 | WTA Palermo       | gravel        | MJ Martínez Sánchez    | Tathiana Garbin Janette Husárová           | 6-4, 2-6, 4-6    | details |
| 2.                                  | 2004-02-29 | WTA Bogota        | gravel        | Arantxa Parra Santonja | Barbara Schwartz Jasmin Wöhr               | 1-6, 3-6         | details |
| 3.                                  | 2005-01-14 | WTA Hobart        | hardcourt     | Dinara Safina          | Yan Zi Zheng Jie                           | 4-6, 5-7         | details |
| 4.                                  | 2005-02-13 | WTA Parijs        | tapijt (i)    | Dinara Safina          | Iveta Benešová Květa Peschke               | 2-6, 6-2, 2-6    | details |
| 5.                                  | 2005-02-20 | WTA Antwerpen     | tapijt (i)    | Dinara Safina          | Cara Black Els Callens                     | 6-3, 4-6, 4-6    | details |
| 6.                                  | 2005-05-15 | WTA Rome          | gravel        | Maria Kirilenko        | Cara Black Liezel Huber                    | 0-6, 6-4, 1-6    | details |
| 7.                                  | 2006-05-07 | WTA Warschau      | gravel        | Katarina Srebotnik     | Jelena Lichovtseva Anastasija Myskina      | 3-6, 4-6         | details |
| 8.                                  | 2007-01-12 | WTA Hobart        | hardcourt     | Virginia Ruano Pascual | Jelena Lichovtseva Jelena Vesnina          | 6-2, 1-6, 2-6    | details |
| 9.                                  | 2007-04-08 | WTA Amelia Island | gravel        | Virginia Ruano Pascual | Mara Santangelo Katarina Srebotnik         | 3-6, 6-7         | details |
| 10.                                 | 2007-06-23 | WTA Rosmalen      | gras          | Virginia Ruano Pascual | Chan Yung-jan Chuang Chia-jung             | 5-7, 2-6         | details |
| 11.                                 | 2008-08-17 | Olympische Spelen | hardcourt     | Virginia Ruano Pascual | Serena Williams Venus Williams             | 2-6, 0-6         | details |
| 12.                                 | 2009-04-12 | WTA Marbella      | gravel        | Virginia Ruano Pascual | Klaudia Jans Alicja Rosolska               | 3-6, 3-6         | details |
| 13.                                 | 2010-07-11 | WTA Boedapest     | gravel        | Sorana Cîrstea         | Timea Bacsinszky Tathiana Garbin           | 3-6, 3-6         | details |
| 14.                                 | 2012-04-08 | WTA Charleston    | gravel        | Jaroslava Sjvedova     | Anastasija Pavljoetsjenkova Lucie Šafářová | 7-5, 4-6, [6-10] | details |
| 15.                                 | 2013-08-24 | WTA New Haven     | hardcourt     | Katarina Srebotnik     | Sania Mirza Zheng Jie                      | 3-6, 4-6         | details |
| 16.                                 | 2015-08-09 | WTA Stanford      | hardcourt     | Arantxa Parra Santonja | Xu Yifan Zheng Saisai                      | 1-6, 3-6         | details |
| 17.                                 | 2015-10-25 | WTA Luxemburg     | hardcourt (i) | Arantxa Parra Santonja | Mona Barthel Laura Siegemund               | 2-6, 6-7         | details |
| 18.                                 | 2015-11-08 | WTA Elite Trophy  | hardcourt (i) | Arantxa Parra Santonja | Liang Chen Wang Yafan                      | 4-6, 3-6         | details |
| gewonnen finales gemengd dubbelspel |            |                   |               |                        |                                            |                  |         |
| 1.                                  | 2013-01-05 | Hopman Cup        | hardcourt (i) | Fernando Verdasco      | Ana Ivanović Novak Đoković                 | 2–1              | details |
| verloren finales gemengd dubbelspel |            |                   |               |                        |                                            |                  |         |
| 1.                                  | 2007-01-05 | Hopman Cup        | hardcourt (i) | Tommy Robredo          | Nadja Petrova Dmitri Toersoenov            | 0–2              | details |

## Resultaten grandslamtoernooien
| Legenda | Legenda                          |
| ------- | -------------------------------- |
| g.t.    | geen toernooi gehouden           |
| l.c.    | lagere categorie                 |
| –       | niet deelgenomen                 |
| G       | uitgeschakeld in de groepsfase   |
| 1R      | uitgeschakeld in de eerste ronde |
| 2R      | uitgeschakeld in de tweede ronde |
| 3R      | uitgeschakeld in de derde ronde  |
| 4R      | uitgeschakeld in de vierde ronde |
| KF      | uitgeschakeld in de kwartfinale  |
| HF      | uitgeschakeld in de halve finale |
| F       | de finale verloren               |
| W       | het toernooi gewonnen            |
| w-v     | winst/verlies-balans             |

### Enkelspel
| Toernooi        | 2001 | 2002 | 2003 | 2004 | 2005 | 2006 | 2007 | 2008 | 2009 | 2010 | 2011 | 2012 | 2013 | 2014 | w-v   |
| --------------- | ---- | ---- | ---- | ---- | ---- | ---- | ---- | ---- | ---- | ---- | ---- | ---- | ---- | ---- | ----- |
| Australian Open | 2R   | 4R   | 1R   | 3R   | 1R   | 1R   | 1R   | 2R   | 4R   | 1R   | 1R   | 3R   | 1R   | 1R   | 12-14 |
| Roland Garros   | 1R   | –    | –    | 2R   | 3R   | 3R   | 4R   | 3R   | 2R   | 2R   | 2R   | 3R   | 1R   | –    | 15-11 |
| Wimbledon       | 1R   | –    | –    | 1R   | 1R   | 3R   | 1R   | 3R   | 3R   | 1R   | 1R   | 2R   | 1R   | –    | 7-11  |
| US Open         | 1R   | –    | –    | 2R   | 3R   | 1R   | 3R   | 2R   | 2R   | 1R   | 3R   | 1R   | 1R   | –    | 9-11  |

### Vrouwendubbelspel
| Toernooi        | 2001 | 2002 | 2003 | 2004 | 2005 | 2006 | 2007 | 2008 | 2009 | 2010 | 2011 | 2012 | 2013 | 2014 | 2015 | 2016 |    | 2018  | w-v |
| --------------- | ---- | ---- | ---- | ---- | ---- | ---- | ---- | ---- | ---- | ---- | ---- | ---- | ---- | ---- | ---- | ---- | -- | ----- | --- |
| Australian Open | –    | 2R   | 1R   | 1R   | KF   | 1R   | 3R   | HF   | 3R   | 1R   | 2R   | 1R   | 1R   | 2R   | 2R   | 3R   | –  | 17-15 |     |
| Roland Garros   | 1R   | –    | –    | 1R   | 2R   | HF   | KF   | W    | W    | HF   | 3R   | 3R   | 1R   | 1R   | 3R   | 1R   | 2R | 31-13 |     |
| Wimbledon       | 1R   | –    | –    | 1R   | 3R   | KF   | 3R   | 3R   | HF   | 1R   | 2R   | 1R   | 1R   | 3R   | 3R   | 3R   | –  | 20-14 |     |
| US Open         | 1R   | –    | –    | 2R   | 1R   | –    | 3R   | HF   | 3R   | 2R   | 3R   | HF   | 3R   | 2R   | 2R   | –    | 1R | 20-13 |     |

### Gemengd dubbelspel
| Australian Open | –  | 2R | –  | –  | 1R | 1R | HF | 1R | 1R | 2R | KF | 2R | 1R | –  | 8-8 |
| Roland Garros   | –  | –  | –  | –  | –  | –  | –  | 1R | 2R | –  | 1R | –  | 1R | 1R | 1-5 |
| Wimbledon       | 1R | –  | 2R | 1R | 2R | –  | 3R | –  | –  | –  | 1R | HF | 2R | –  | 9-7 |
| US Open         | 2R | –  | 2R | KF | –  | –  | –  | 1R | –  | HF | 2R | 1R | –  | –  | 8-7 |